# Prosartes trachycarpa
Prosartes trachycarpa är en växtart i släktet Prosartes och familjen liljeväxter. Den beskrevs av Sereno Watson 1871.
Arten är en flerårig ört som växer vilt i stora delar av Nordamerika, från västra och centrala Kanada i norr till New Mexico och Arizona i söder. Den odlas även som prydnadsväxt.